# Schatz von Stige
Der Schatz von Stige ist der größte Silberschatz Norrlands. Er wurde am 4. September 1903 durch den Bauernsohn J. A. Norman im Dorf Stige am Indalsälven in der Gemeinde Sundsvall gefunden, die in der schwedischen Region Medelpad liegt. Der Schatz besteht aus Münzen und Schmuck und ist auf die Wikingerzeit datiert.
Insgesamt wurden ungefähr 2000 Münzen und etwa 35 Schrötlinge gefunden, die Fundstücke wiegen zusammen 3350 Gramm. Die Schlussmünze stammt aus England und wurde 1032 im Auftrag Knuts des Großen geprägt, was der Terminus post quem für den Schatz ist. Der größte Teil (ca. 1400 Münzen) wurde im Heiligen Römischen Reich geprägt (die Schlussmünze dieser Gruppe stammt aus dem Jahr 1021), 384 weitere Geldstücke stammen aus England. Es finden sich aber auch Münzen aus dem islamischen Raum (Reiche der Umayyaden, Abbasiden, Samaniden, Buyiden, Hamdaniden, Marwaniden und Uqailiden), der Wolgabulgaren, aus Byzanz, Italien, Böhmen, Irland sowie skandinavischen Ländern. Die Herkunft der Münzen und die Zusammensetzung des Silberschatzes ist typisch für wikingerzeitliche Münzfunde im Ostseeraum.
Bestandteil des Schatzes sind auch 393 Otto-Adelheid-Pfennige und 93 Sachsenpfennige. Diese stehen möglicherweise in Verbindung mit dem Wikingerangriff auf die damals für das Stammesherzogtum Sachsen bedeutende, durch eine Burg befestigte Handelssiedlung Stade (damals Stethu genannt) im Jahr 994. Die Auseinandersetzung mit den auf Schiffen über die Elbemündung eingedrungenen Wikingern wird in der Chronik des Thietmar von Merseburg beschrieben, dessen Familie von dem Angriff persönlich schwer betroffen war. Bischof Bernward von Hildesheim, Herzog Bernhard I. von Sachsen und König Otto III. mussten ein riesiges Lösegeld zur Befreiung der Gefangenen oder der im Austausch als Geiseln gestellten Verwandten bereitstellen. Ein Teil der Münzen wurde in der bischöflichen Festung Mundburg geprägt, wofür vermutlich Silber aus den königlichen Erzabbaustellen des Rammelsbergs im Harz verwendet wurde. Münzen aus diesem zeitlichen Zusammenhang sind Bestandteil verschiedener Wikingerzeitlicher Silberhorte, darunter Funde auf Gotland, Fünen und Island.